# Humele, Argeș
Humele este un sat în comuna Ungheni din județul Argeș, Muntenia, România.